# Universitätsbibliothek Linz

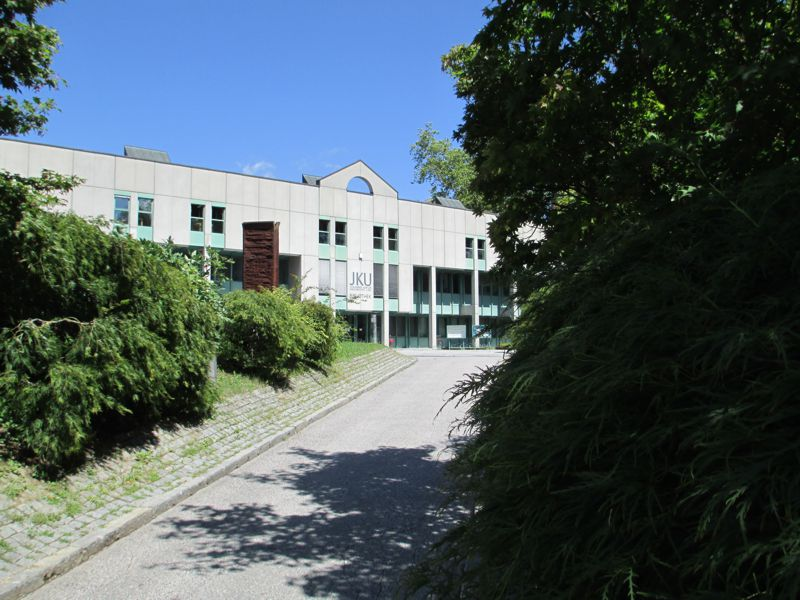
Das Gebäude der Hauptbibliothek in zentraler Campuslage

Die Universitätsbibliothek Linz (UB Linz oder UBL) ist die größte wissenschaftliche Bibliothek Oberösterreichs. Sie ist Teil der Johannes Kepler Universität Linz (JKU) und besteht aus der Hauptbibliothek, der Bibliothek Juridicum (Fakultätsbibliothek für Recht) sowie mehreren Fachbibliotheken und Beständen an Instituten, ist aber auch für die Öffentlichkeit zugänglich. Es werden Medien entsprechend den Fakultäten Recht, Sozial- und Wirtschaftswissenschaften, Medizin sowie Technik und Naturwissenschaften erworben und großteils öffentlich zur Verfügung gestellt.

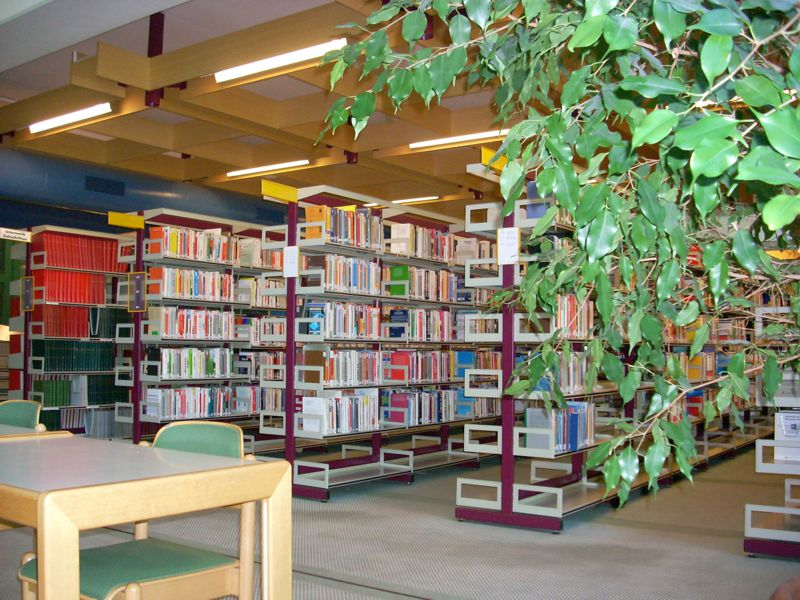
Der Lesebereich im 1. Obergeschoß der Hauptbibliothek

## Geschichtliches
Im April 1965, eineinhalb Jahre vor Beginn der Vorlesungen an der neugegründeten Hochschule für Sozial- und Wirtschaftswissenschaften, wurde mit der Arbeit in der Bibliothek begonnen. Den Grundstock der neuen Bibliothek bildete der wissenschaftliche Teil des Buchbestandes des Linzer Amerika-Hauses ("Kennedy-Bibliothek"), das kurz vorher aufgelöst worden war.
Im Herbst 1967 wurde die Bibliothek provisorisch im Obergeschoß des Mensagebäudes untergebracht. Der Lesesaal bot für 100 Leser Platz.
Im Mai 1984 wurde das von der Architektengruppe Perotti / Eisendle / Treml geplante neue Bibliotheksgebäude eröffnet. Es beherbergt ca. 450.000 Bände, ein Großteil davon für die Benutzer frei zugänglich, und bietet 260 Arbeitsplätze.

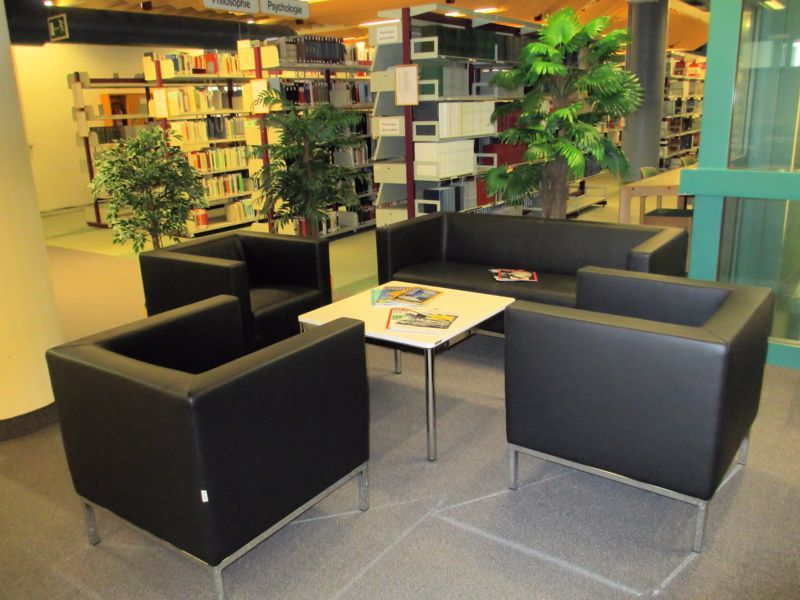
Leselounge im Erdgeschoß der Hauptbibliothek

Mit dem Bezug des neuen Gebäudes wurde die automatisierte Entlehnverbuchung (System GRIBS) eingeführt. Sie wurde im Frühling 1999 durch ALEPH 500 ersetzt. Die Monographien-Bearbeitung wurde von 1991 bis 1998 mit BIBOS durchgeführt, ab Jänner 1999 war ALEPH 500 in Betrieb. Die Zeitschriftenverwaltung erfolgte ab 2000 Aleph-unterstützt; die Fernleihe folgte 2003 als letzte Komponente. Mit Jahresbeginn 2018 wurde ALEPH durch das Bibliothekssystem ALMA ersetzt.

## Aktuelles Angebot
Seit ihrer Gründung im Jahr 1965 ist der Bestand der Bibliothek der JKU (UB) im Lauf der Jahre auf über 1,25 Millionen Bücher und Zeitschriften angewachsen. Dazu kommen derzeit (2017) mehr als 20.000 E-Journals und mehr als 36.000 E-Books. Ein Großteil des Bestandes ist im Lesebereich frei zugänglich aufgestellt. Die Lese- und Arbeitsplätze – ausgestattet mit WLAN – bieten gute Voraussetzungen für konzentriertes Arbeiten inmitten der Fachliteratur.

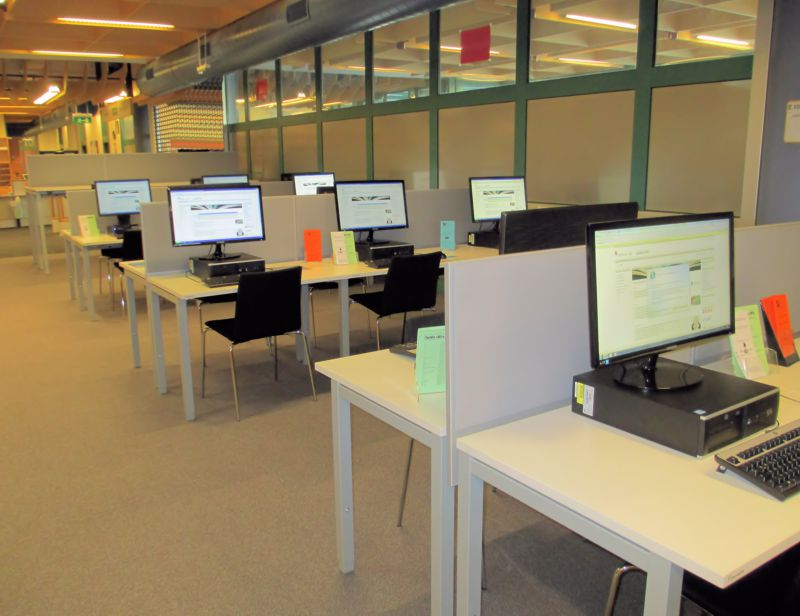
Öffentlich zugängliche Recherche-PCs im Eingangsbereich der Hauptbibliothek

Der Online-Katalog der Universitätsbibliothek Linz ist Teil des Verbundkatalogs österreichischer wissenschaftlicher Bibliotheken und weltweit rund um die Uhr abrufbar. Die UBL ist also mit anderen Universitätsbibliotheken vernetzt, beispielsweise durch die Mitarbeit am Bibliotheken-Verbundsystem ALMA oder durch den Abschluss von österreichweiten Konsortialverträgen zur optimalen Nutzung von Datenbanken und E-Journals.
- über 1.000.000 Bände
- 20.436 E-Journals
- 36.511 E-Books
- 266.380 Leser in der Hauptbibliothek
- 580.393 Entlehnvorgänge

(aus der UB-Statistik 2017)